# The Green Inferno
The Green Inferno – amerykańsko-chilijski horror kanibalistyczny z 2013 roku, napisany przez Eliego Rotha i Guillermo Amoedo oraz wyreżyserowany przez Rotha. Światowa premiera obrazu odbyła się 8 września 2013 roku podczas Międzynarodowego Festiwalu Filmowego w Toronto. Dystrybuowany przez studia 	
Blumhouse Tilt i Universal Pictures, The Green Inferno swoją premierę komercyjną odnotował jesienią 2015. Wcześniej wydany został między innymi w Brazylii, Kolumbii i Chile.

## Opis fabuły
Nowojorscy studenci z ambicjami ekologicznymi ruszają do peruwiańskiego lasu deszczowego, by zaprzestać wycinaniu drzew. Próbując działać na korzyść plemiennych mieszkańców dżungli, zostają przez nich błędnie zrozumiani. Mieszkający w dziczy Peruwiańczycy porywają młodych. Okazują się też kanibalami.

## Obsada
- Lorenza Izzo − Justine
- Ariel Levy − Alejandro
- Daryl Sabara − Lars
- Kirby Bliss Blanton − Amy
- Sky Ferreira − Kaycee
- Magda Apanowicz − Samantha
- Nicolás Martínez − Daniel
- Richard Burgi − Charles
- Aaron Burns − Jonah
- Ignacia Allamand − Kara
- Ramón Llao − łysy łowca głów
- Matías López − Carlos Lincones
- Antonieta Pari − przywódczyni kanibali

## Produkcja
17 maja 2012 roku, w trakcie 65. Międzynarodowego Festiwalu Filmowego w Cannes, Eli Roth ogłosił, że planuje realizację horroru o tytule The Green Inferno, który sfinansować i wyprodukować miałaby niezależna nowojorska wytwórnia, Worldview Entertainment. Roth napisał scenariusz filmu wraz z Guillermo Amoedo, z którym miał wcześniej okazję współpracować przy skrypcie do przygodowego obrazu Aftershock. Miasto chaosu. Produkcja The Green Inferno ruszyła jesienią 2012 w Peru i w Chile. 25 października tego roku reżyser ogłosił nazwiska członków obsady aktorskiej. Zdjęcia rozpoczęły się w październiku w Nowym Jorku, choć dopiero 5 listopada padł pierwszy klaps na planie w Ameryce Południowej. Okres zdjęciowy zakończył się 22 grudnia 2012. Większość materiału nakręcono w Peru.
W wywiadzie udzielonym w 2013 roku Roth wyznał, że do nakręcenia filmu zainspirowały go włoskie horrory kanibalistyczne, zwłaszcza Cannibal Holocaust (1980) i Cannibal Ferox – Niech umierają powoli (1981). Dodał też, że chciał stworzyć obraz audiowizualnie bliski produkcjom Wernera Herzoga i Terrence'a Malicka.

## Wydanie filmu
30 lipca 2013 zapowiedziano, że film zostanie po raz pierwszy zaprezentowany w trakcie 38. Międzynarodowego Festiwalu Filmowego w Toronto. Premiera przypadła na 8 września 2013, a The Green Inferno wyświetlono w ramach sekcji Midnight Madness, poświęconej horrorom i kinu fantastycznemu. 5 września 2014 projekt miał zostać wydany w kinach przy dystrybucji Open Road Films, lecz uniemożliwiły to problemy finansowe studia Worldview Entertainment. 25 kwietnia 2014 odbył się sekretny pokaz filmu podczas Stanley Film Festival w Ester Park.
Amerykańska premiera komercyjna The Green Inferno odbyła się dopiero 25 września 2015 roku; obraz dystrybuowany był przez Blumhouse Tilt, Universal Pictures i High Top Releasing. Wcześniej film trafił do kin w takich państwach, jak Włochy, Filipiny, Chile, Brazylia i Kolumbia.

## Odbiór
Film zebrał mieszane recenzje. Albert Nowicki (filmweb.pl) chwalił The Green Inferno: „Jako spaghetti splatter z prawdziwego zdarzenia, film bardziej niż na przekazie merytorycznej treści kładzie nacisk na szokowaniu i obrzydzaniu. Ciekawym okazuje się fakt, że eksploatacja ciała równa się tu z przemyśleniami Rotha na temat nagminnego zezwierzęcenia mass mediów”. Według Todda Gilchrista (TheWrap.com), „obfite gore w wydaniu Rotha ani nie obraża uczuć widza, ani go nie bawi”.

## Sequel
We wrześniu 2013 roku do informacji podano, że powstanie sequel filmu, zatytułowany Beyond the Green Inferno. Jego reżyserem ma być Nicolás López.

## Nagrody i wyróżnienia
- 2016, iHorror Awards:
  - nominacja do nagrody iHorror w kategorii najlepszy film[7][8]
  - nominacja do nagrody iHorror w kategorii najlepsza reżyseria (Eli Roth)[7][8]
- 2014, Międzynarodowy Festiwal Filmowy w Edynburgu:
  - nominacja do Nagrody Publiczności (wyróżniony: Eli Roth)[9]
- 2014, BloodGuts UK Horror Awards:
  - nominacja do nagrody BloodGuts UK Horror w kategorii najlepsza aktorka (Lorenza Izzo)[9]
  - nominacja do nagrody BloodGuts UK Horror w kategorii najlepszy montaż (Ernesto Díaz Espinoza)[9]
  - nominacja do nagrody BloodGuts UK Horror w kategorii najstraszniejszy film[9]
- 2013, Kataloński Międzynarodowy Festiwal Filmowy w Sitges:
  - nominacja do nagrody Maria w kategorii najlepszy film pełnometrażowy (Eli Roth)[9]